# Dynamo Basketball Club
 (septembre 2024).
Le Dynamo Basketball Club est un club burundais de basket-ball basé à Bujumbura. L'équipe évolue dans le championnat du Burundi. Depuis 1968, Dynamo a remporté quatre titres de champions nationaux.
Le Dynamo BBC a été la première équipe burundaise à participer à la Ligue africaine de basket-ball (BAL) en 2024. Cependant, l'équipe a été disqualifiée après avoir disputé un tour pour avoir refusé de porter un maillot au nom d'un sponsor rwandais. Le Dynamo BBC a remporté quatre Coupes des Héros et une Coupe du Président.

## Palmarès
| Compétitions nationales | Compétitions internationales |
| - Championnat du Burundi (4) : - Champion : 2016, 2019, 2023 et 2025 - Coupe des Héros (4) : - Vainqueur : 2017, 2018, 2020, 2023 - Coupe du Président (1) : - Vainqueur : 2018 |                              |
| Compétitions regionales |                              |
| - Association des clubs de basket-ball amateurs de Bujumbura (3) : - Vainqueur : 1998, 2018, 2019                                                                               |                              |